# Alepo (província)
A província de Alepo (em árabe: مُحافظة حلب) é uma das 14 províncias (mohafazah) da Síria. Está situado na porção setentrional do país, na fronteira com a Turquia. Sua área não está completamente estabelecida. Os dados variam de 16.142 km² a 18.500 km². O governadorato de Alepo possui uma população estimada em 4.393.000 habitantes (estimativa de 2007). A capital é Alepo.

## Distritos
- Al-Bab
- Afrin
- 'Ayn al-'Arab
- As-Safirah
- A'zaz
- Jabal Sam'an
- Jarabulus
- Mambije